# Amt Beeskow
Koordinaten: 52° 10′ N, 14° 15′ O

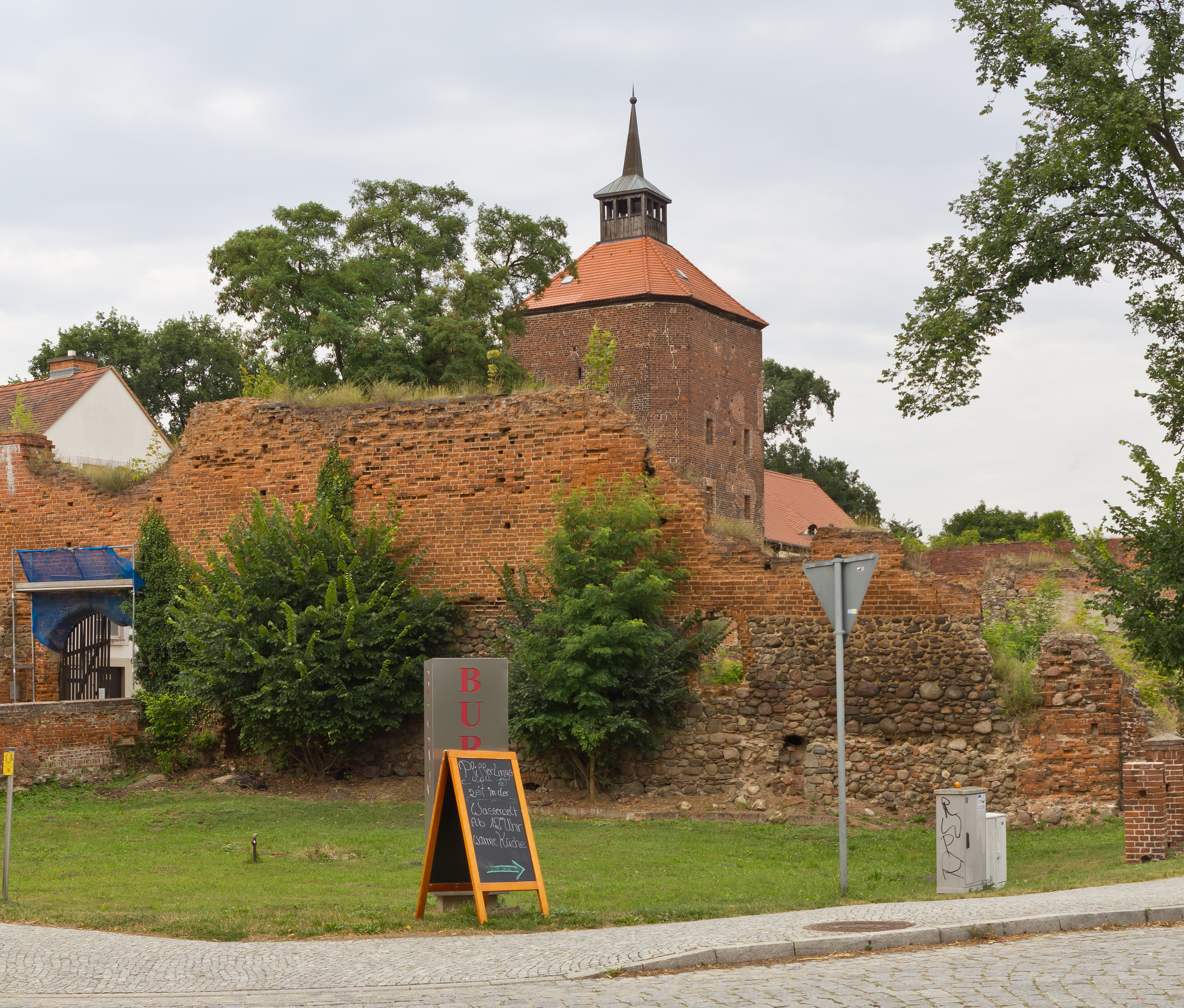
Die Burg Beeskow, Zentrum der ehemaligen Herrschaft Beeskow, und späterer Sitz des Amtes Beeskow

Das Amt Beeskow war ein hochstiftisch-lebusisches, dann kurfürstlich-brandenburgisches, später königlich-preußisches Domänenamt, das mit dem Erwerb der Herrschaft Beeskow 1518 durch das Bistum Lebus gebildet wurde. Das nicht zusammenhänge Gebiet des Amtes lag um die Stadt Beeskow herum im heutigen Landkreis Oder-Spree (Brandenburg). Es wurde 1872/74 aufgelöst.

## Geschichte
Die Herrschaft Beeskow war eine im Mittelalter zur Markgrafschaft Lausitz gehörende Adelsherrschaft, die 1272 erstmals urkundlich erwähnt wird. Sie war damals im Besitz der Herren von Strele, später ging sie in den Besitz der Herren von Bieberstein über, unter denen die Herrschaft wie auch die Mark Lausitz durch turbulente Zeiten ging. Der brandenburgische Markgraf Otto V. („der Faule“) verkaufte 1367 die Mark Lausitz an König Wenzel von Böhmen, die Mark Lausitz war nun ein Teil des böhmischen Königreiches geworden, die Herrschaft Beeskow ein böhmisches Lehen. 1518 wurde die Herrschaft Beeskow zusammen mit der westlich anschließenden Herrschaft Storkow von den mit finanziellen Problemen kämpfenden Biebersteinern an den Bischof von Lebus verpfändet. Die weiterhin in finanziellen Problemen steckenden Biebersteiner konnten das Pfand aber nicht mehr auslösen. Nach dem Aussterben der Bieberstein 1551 im Mannesstamm fiel das Lehen nominell an die böhmische Krone, das Pfand blieb zunächst unberührt. 1555/56 wurde das Pfand jedoch weitergereicht an den brandenburgischen Markgrafen Johann von Küstrin, der die Pfandherrschaft nun bis zu seinem Tod 1571 behielt. Die Pfandherrschaft wurde nun gegen hohe Geldzahlungen an den böhmischen König und deutschen Kaiser Ferdinand I. zunächst verlängert. Durch weitere Zahlungen erhielt der brandenburgische Kurfürst Johann Georg die erbliche Belehnung. Die Herrschaft Beeskow (und die damit verbundene Herrschaft Storkow) war nun faktisch ein Teil der Kurmark geworden, nominell blieb sie ein böhmisches Lehen bis 1742. Die Biebersteiner hatten im Laufe ihrer Herrschaft Teile der Herrschaft Beeskow weiter verliehen an Vasallen, sodass sie faktisch nicht mehr über alle Abgaben in ihrer Herrschaft verfügten.
Aus dem den Biebersteinern noch verbliebenen herrschaftlichen Besitz in der Herrschaft Beeskow, auch Hausbesitzungen genannt, entstand schon unter den Bischöfen von Lebus das Amt Beeskow, das bereits die Bischöfe von Lebus und später vor allem Johann von Küstrin durch Zukäufe vergrößerten. Einige Orte waren auch nur im Teilbesitz des Amtes.

## Zugehörige Orte
Das Amt Beeskow umfasste um 1800 folgende Orte
- Ahrensdorf (heute Ortsteil der Gem. Rietz-Neuendorf). Ein Teil des Dorfes wurde vom Bischof von Lebus 1530 von den v. Minkwitz erworben und dem Amt zugelegt. Ein anderer Teil blieb in adligem Besitz (1801: Graf v. Schlabrendorf und v. Nostitz).
- Alt Golm (heute ein Ortsteil der Gem. Rietz-Neuendorf). Das Dorf gehörte zum Hausbesitz der Biebersteiner. Ein kleiner Anteil gehörte zum Amt Stahnsdorf.
- Bahrensdorf (heute ein Wohnplatz der Stadt Beeskow). Ein Teil wurde vermutlich nach 1609 vom Amt erworben. Die Abgaben des Lehnschulzen und von drei Kossäten gingen schon 1518 an das Amt. Ein anderer Teil, das Rittergut, war 1801 im Besitz der Kammerherrin v. Berg.
- Domäne Beeskow. Lag auf der Spreeinsel bei der Burg und war Sitz des Amtes (1801: Salz- und Kalkfaktorei, drei Wassermühlen und eine Walkmühle). 1557 kaufte Markgraf Johann von Küstrin das Vorwerk von Hans von Seelstrang, und 1558 einige Hufen auf der städtischen Gemarkung vom Probst in Beeskow, die er zum Vorwerk dazu legte. 1820 gehörten fünf Wassermühlen und zwei Windmühlen zum Domänenamt Beeskow.
- Behrensdorf (heute ein Ortsteil der Gem. Rietz-Neuendorf). Das Dorf war überwiegend im Hausbesitz der Biebersteiner und gehörte schon anfangs zum Amt Beeskow, jedoch verblieb ein kleinerer Teil in adligem Besitz (1801: Kammerherrin v. Berg). 1801 war hier ein Nebenzollamt.
- Blabbermühle (eine Wind- und Wassermühle im westlichen Teil der Gemarkung von Görsdorf)
- Forsthaus Blankenluch (heute Wohnplatz Forsthaus Schwarzheide bei Ragow-Merz). 1653 wurde eine Zeidelweide in der Schwarzheide dem Schulzen und einem Kossäten in Radinkendorf übertragen. 1775 wird bereits ein Försterhaus genannt.
- Bornow (heute ein Ortsteil der Gemeinde Beeskow). Der überwiegende Teil des Dorfes gehörte bereits zum Hausbesitz der Biebersteiner. Ein kleinerer Teil blieb jedoch lange Zeit adlig; dieser Teil kam 1793 an den Besitzer des Lehnschulzengutes in Bornow.
- Buckow (heute ein Ortsteil der Gem. Rietz-Neuendorf). 1530 wurde der überwiegende Teil von den v. Minkwitz für das Amt erworben. 1584 wurden weitere Anteile eingetauscht. Kleinere Anteile verblieben in adligem Besitz oder gehörten der Kirche in Beeskow.
- Clärshof (heute Wohnplatz Radinkendorf Ausbau 5, im Ortsteil Radinkendorf der Gem. Beeskow). Wurde 1854 durch den Kossäten Klaer neu auf dem Amtsgebiet angelegt.
- Diensdorf (heute ein Ortsteil der Gem. Diensdorf-Radlow). Das Dorf kam 1584 durch Tausch von Georg von Oppen zu Kossenblatt in den Besitz des Amtes Beeskow.
- Dorfstelle Radinkendorf (heute Wohnplatz Radinkendorf Ausbau im Ortsteil Radinkendorf, Gem. Beeskow). Der Ausbau wurde Anfang des 19. Jahrhunderts angelegt; war 1844 vorhanden.
- Drahendorf. Hier gehörte nur das Forsthaus im südwestlichen Teil der Gemarkung zum Amt Beeskow.
- Emilienthal (heute Wohnplatz im Ortsteil Herzberg der Gem. Rietz-Neuendorf). 1858 im Amtsgebiet neu angelegt.
- Glienicke (heute ein Ortsteil der Gem. Rietz-Neuendorf). Das Dorf gehörte bis 1816 zum Amt Storkow und wurde in diesem Jahr dem Amt Beeskow zugewiesen.
- Görsdorf (heute ein Ortsteil der Gem. Tauche). Das Dorf gehörte zum Hausbesitz der Biebersteiner mit Ausnahme eines Bauern, der 1558 zum Amt zurückgekauft wurde.
- Görzig (heute Ortsteil der Gem. Rietz-Neuendorf). Das Dorf gehörte zum Hausbesitz der Biebersteiner. Allerdings gingen eine Reihe von Abgaben zunächst auch an andere Nutznießer, die nach und nach zum Amt erworben wurden.
- Görziger Dorfstelle (heute ein Wohnplatz im Ortsteil Görzig der Gem. Rietz-Neuendorf). 1750 errichteten ein Schiffer und ein Büdner zwei Häuser an dieser Stelle.
- Grillenberg (Amtsmeierei) (existiert nicht mehr; lag im östlichen Teil der Gemarkung der (Kern-)Stadt Beeskow an der Grenze zur Gemarkung des Ortsteils Krügersdorf). Die Amtsmeierei ist auf der Schmettau’schen Karte verzeichnet, fehlt jedoch bereits auf dem Urmesstischblatt von 1846 (Blatt 3851 Beeskow).
- Groß Briesen (war bis 1815 eine Exklave im Krummspreeischen Kreis; heute Ortsteil der Stadt Friedland (Niederlausitz)). Der Ort gehörte bereits zum Hausbesitz der Biebersteiner.
- Herzberg (heute ein Ortsteil der Gem. Rietz-Neuendorf). Das Dorf gehörte zum größten Teil zum Amt, ein kleiner Teil blieb in adligem Besitz.
- Ketschendorf (heute Fürstenwalde-Süd). Der Ort gehörte zum Hausbesitz der Biebersteiner.
- Kietz bei Beeskow (heute ein Wohnplatz der Stadt Beeskow). Die Siedlung auf der Spreeinsel bei der Burg Beeskow war bis 1908 eine eigene Gemeinde, die zum Amt gehörte, nicht zur Stadt.
- Kohlsdorf (Ortsteil der Stadt Beeskow). Der Ort gehörte zum Hausbesitz der Biebersteiner.
- Kunersdorf (heute ein Ortsteil der Gem. Rietz-Neuendorf). Der Ort gehörte von 1518 bis 1681 zum Amt Beeskow.
- Lamitsch (heute ein Ortsteil der Gem. Rietz-Neuendorf). Der Ort gehörte zum Hausbesitz der Biebersteiner.
- Langewahl. Der Ort kam erst 1816 zum Amt Beeskow, vorher Amt Storkow und davor zum Amt Stahnsdorf
- Lehmgrube (Amtsvorwerk, heute in Beeskow aufgegangen; lag ostsüdöstlich der Burg auf dem östlichen Spreeufer und nördlich Bahrensdorf). Das Areal gehörte zum Hausbesitz der Biebersteiner.
- Limsdorf (Ortsteil der Stadt Storkow (Mark)). Der Ort war im Teilbesitz des Amtes Beeskow.
- Linzmühle (heute ein Wohnplatz im Ortsteil Alt Golm der Gem. Rietz-Neuendorf). Die Wassermühle auf Alt Golmer Gemarkung wurde 1747 erstmals urkundlich genannt.
- Möllendorf (Gemeindeteil der Stadt Storkow (Mark)). Der Ort gehörte zum Hausbesitz der Biebersteiner.
- Neubrück (Ortsteil der Gemeinde Rietz-Neuendorf). 1705 ist hier ein Teerofen im Amtsgebiet angelegt worden. 1745 wird daneben noch ein Vorwerk angelegt. 1753 wurde dieses in ein Erbzinsgut umgewandelt. Die Gerichtsbarkeit ging auf den Besitzer des Erbzinsgutes über.
- Neue Herrlichkeit (heute ein Wohnplatz im Ortsteil Buckow der Gem. Rietz-Neuendorf). 1856 entstand der Abbau Neue Herrlichkeit auf Amtsgebiet.
- Neu Golm (Ortsteil der Gem. Bad Saarow). Das Dorf gehörte schon vor 1537 zum Amt Beeskow.
- Neuhaus (Wohnplatz im Ortsteil Neubrück der Gem. Rietz-Neuendorf). 1668 war hier der Wohnsitz eines Zolleinnehmers und Einnehmers des Schleusengeldes, der zum Amt Beeskow gehörte. 1753 entstand hier ein Jagdhaus.
- Pfaffendorf (Gemeindeteil von Rietz-Neuendorf). Der Ort gehörte zum Hausbesitz der Biebersteiner.
- Premsdorf (Gemeindeteil der Gem. Tauche). Der Ort wurde 1560 im Tausch gegen ein kurfürstlichen Anteil in Wulfersdorf für das Amt Beeskow erworben.
- Radinkendorf (Ortsteil der Stadt Beeskow). Der Ort gehörte zum Hausbesitz der Biebersteiner.
- Ranzig (Ortsteil der Gem. Tauche). Der Ort war im Teilbesitz des Amtes Beeskow. Das Vorwerk wurde 1765 in Erbpacht gegeben.
- Rietzer Grenze (heute der Wohnplatz Ausbau im Ortsteil Herzberg der Gem. Rietz-Neuendorf). 1858 entstand dieser Abbau auf Amtsgebiet.
- Schiffsruh (Wohnplatz im Ortsteil Radinkendorf der Gem. Beeskow). 1858 als Abbau der Gemeinde Radinkendorf nachgewiesen.
- Schweinebraten (existiert nicht mehr; lag in einer Exklave von Alt Golm, nordwestlich von Drahendorf an der Spree). 1775 existierten hier eine Unterförsterwohnung und zwei Büdnerhäuser.
- Sorge (existiert nicht mehr). Sorge war eine Schäferei im äußersten östlichen Zipfel der Gemarkung der Stadt Beeskow an der Grenze zur Gemarkung Krügersdorf, die bereits 1636 urkundlich nachgewiesen ist. Sie gehörte ursprünglich zu Bahrendorf.
- Streitberg (heute ein Wohnplatz der Gem. Langewahl). Das Areal gehörte ursprünglich zu Alt Golm. 1752 wurde das bisher zur Hütung genutzte Areal der Gemeinde Alt Golm entzogen und darauf ein Meierhof und sechs oder sieben Häuser errichtet.
- Victoria (heute aufgegangen in Fürstenwalde-Süd). Schon vor 1860 entstanden hier auf Amtsgebiet sechs Abbauten der Gem. Ketschendorf. In der Topographische Karte 1:25.000 ist das Gebiet als Neu-Ketschendorf bezeichnet.
- Vorheide (heute ein Wohnplatz der Stadt Beeskow). Bereits 1489 wird hier ein Vorwerk (ohne Eigennamen) genannt.
- Wilmersdorf (Gemeindeteil von Rietz-Neuendorf). Das Dorf gehörte zum Hausbesitz der Biebersteiner.
- Wulfersdorf (Ortsteil der Gem. Tauche). 1560 wurde ein geringer Anteil gegen einen Anteil in Premsdorf getauscht. 1698 wurde der v. Maltitz’sche Besitzanteil als heimgefallenes Lehen vom Kurfürsten eingezogen; damit gehörte das ganze Dorf dem Amt Beeskow.

1827 verpachtete das Amt Beeskow den Krug-Verlag, das heißt das Recht zur Belieferung der oberen und unteren Schänke sowie der Mühlenschänke in Kossenblatt, des Kruges in Briescht, der Schänken in Schwenow und Giesensdorf und der Schänke in Werder/Spree auf sechs Jahre. Das Amt Beeskow wurde 1872/4 aufgelöst.

## Amtleute und Pächter
Die Amtleute und Generalpächter des Amtes sind bisher nur unvollständig bekannt.
- um 1650/1680 George Fridrich von Börstel, Amtshauptmann[3]
- 1775 Gottfried Eisenhart, Amtsrat[4]
- 1798 Eysenhart, Amtsrat[5]
- 1801 Baath, Oberamtmann[6]
- 1804 Baath, Oberamtmann[7]
- 1806 Bath[8]
- 1818 Rose, Oberamtmann[9]
- 1832 Rose, Oberamtmann[10]
- 1843 Sasse[11]
- 1846 Sasse[12]
- 1851 Sasse[13]
- 1865 Redlich[14]
- 1874 Redlich, Oberamtmann[15]

## Belege